# Acacia epacantha
Acacia epacantha é uma espécie de leguminosa do gênero Acacia, pertencente à família Fabaceae.